# James Bogardus

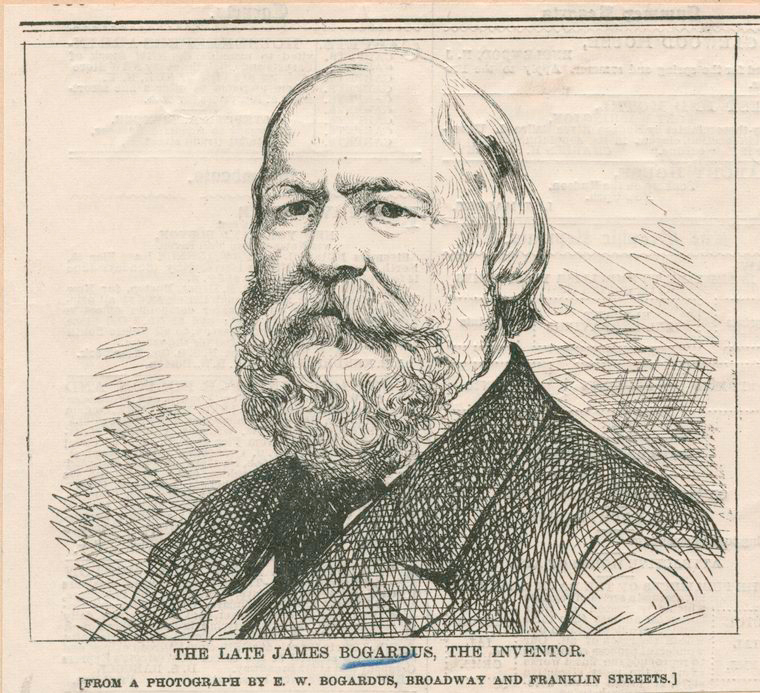
James Bogardus, Architekt und Erfinder

James Bogardus (* 14. März 1800 in Catskill, New York; † 13. April 1874 in New York City) war ein US-amerikanischer Erfinder, Architekt und ein wichtiger Vertreter der amerikanischen Gusseisen-Architektur.

## Leben
Bogardus Eltern besaßen eine Farm in der Nähe von Catskill, wo er zur Schule ging, bis er im Alter von 14 Jahren eine Lehre bei einem Uhrmacher begann. 1820 ging er für drei Jahre nach Savannah (Georgia), um dort das Graveurhandwerk zu lernen. Als er 1823 nach Catskill zurückkehrte, eröffnete er dort seinen eigenen Uhrmacher- und Gravurladen.

### Erfindungen

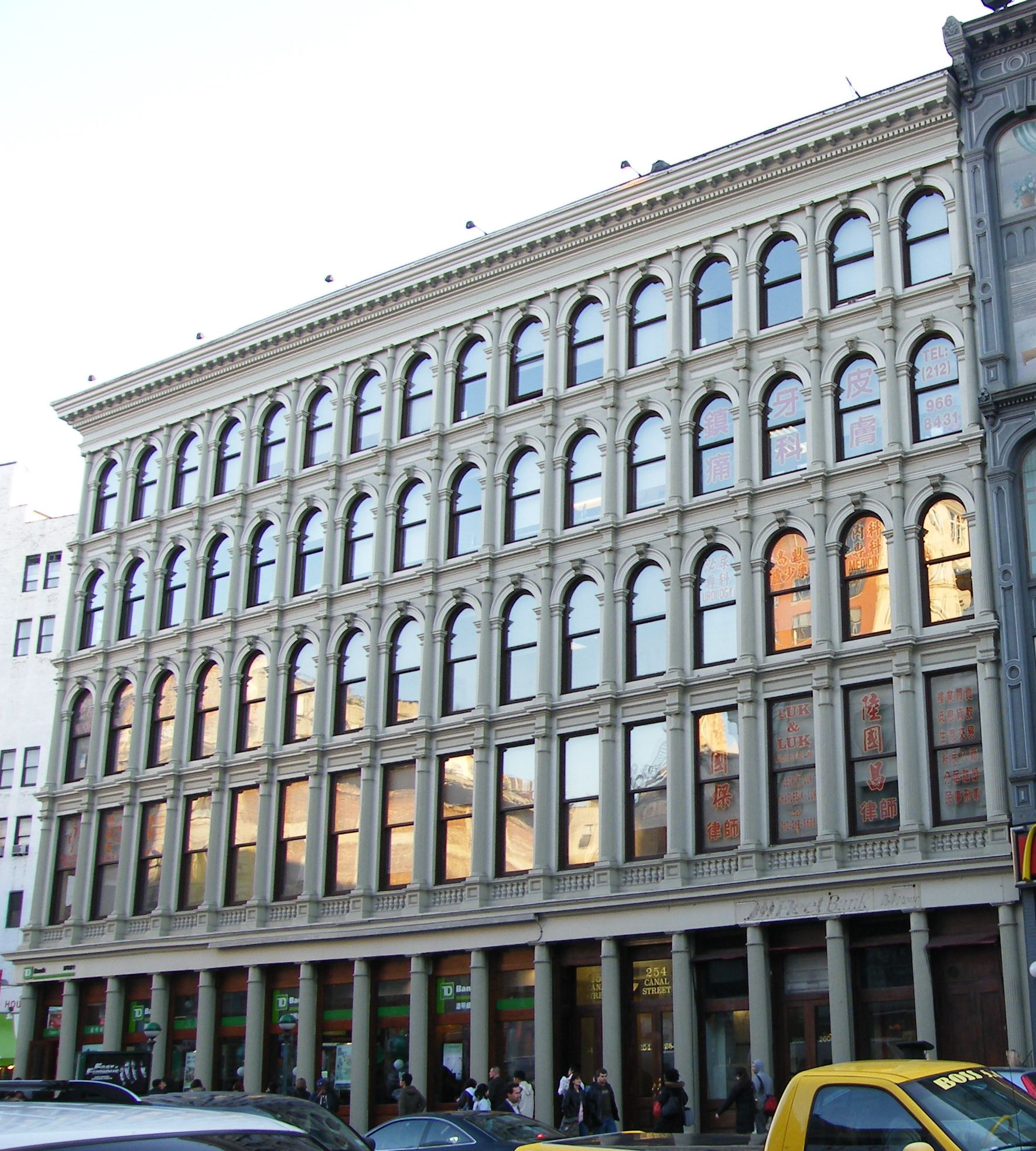
Das Gebäude 254 Canal Street, New York City von James Bogardus wurde 1985 in das National Register of Historic Places aufgenommen.

Bevor James Bogardus sich stärker der Architektur zuwandte, machte er sich als Erfinder einen Namen. Zunächst mit einem achttägigen, dreirädrigen Chronometer, mit dem er die höchste Auszeichnung bei der First Fair des American Institute of the City of New York erlangte. Anschließend zog er nach New York City, wo er bis zu seinem Tod lebte und von seinen Erfindungen gut leben konnte.
1828 erfand er die „ring-flyer“ bzw. „ring-spinner“, eine Baumwoll-Spinnmaschine, die später im allgemeinen Gebrauch war. Wenig später entwickelte er eine Exzenterschleifmaschine, bei der die Schleifsteine bzw. Schleifplatten erstmals in derselben Richtung in nahezu der gleichen Geschwindigkeit rotierten. Dieses Prinzip wird bis heute für den Feinschliff von Linsen oder Kugellagern genutzt.
1831 heiratete er Margaret McClay. Die Ehe blieb kinderlos. Im selben Jahr baute er eine Gravurmaschine, die Zifferblätter von Golduhren innerhalb eines Arbeitsganges erstellen konnte – einschließlich Filigranarbeit, Strahlen von der Zifferblattmitte aus und den Ziffern. Diese Maschine erstellte auch Prägestempel, wie den Unterstempel, mit dem die Goldmedaille des American Institute of the City of New York geprägt wurde. Er erfand auch eine Maschine, mit der der Druckstock für den Banknotendruck aus verschiedenen Druckplatten erstellt werden konnte.
1832 ließ er den ersten trockenen Gasmesser patentieren, für den er die Goldmedaille des American Institute of the City of New York erhielt.
1836 ging Bogardus nach England, um dort ein Patent anzumelden und lernte dabei Gusseisen als Baustoff kennen. Während dieses Englandaufenthalts baute er im Jahre 1836 eine Metall-Gravurmaschine, mit der Porträts von Queen Victoria, Sir Robert Peel und anderer Persönlichkeiten erstellt wurden. Auch konstruierte er in London eine Maschine, mit der alle maschinell erstellten Gravuren kopiert werden konnte, doch war es der Maschine nicht möglich, Arbeiten zu kopieren, die mit dieser Maschine erstellt wurden.
1838 schrieb die britische Regierung einen Preis für den besten Plan zur Herstellung von Briefmarken aus. Der Vorschlag von James Bogardus setzte sich gegen 2600 Mitbewerber durch. Das vorgeschlagene Prinzip findet bis heute Verwendung.
Neben verschiedenen anderen Erfindungen patentierte er eine Tiefseemessungsmaschine, einen Dynamometer zur Messung der Geschwindigkeit und Stärke von Maschinen (1848) sowie ein präzises Pyrometer.

### Bauwerke und Architektur

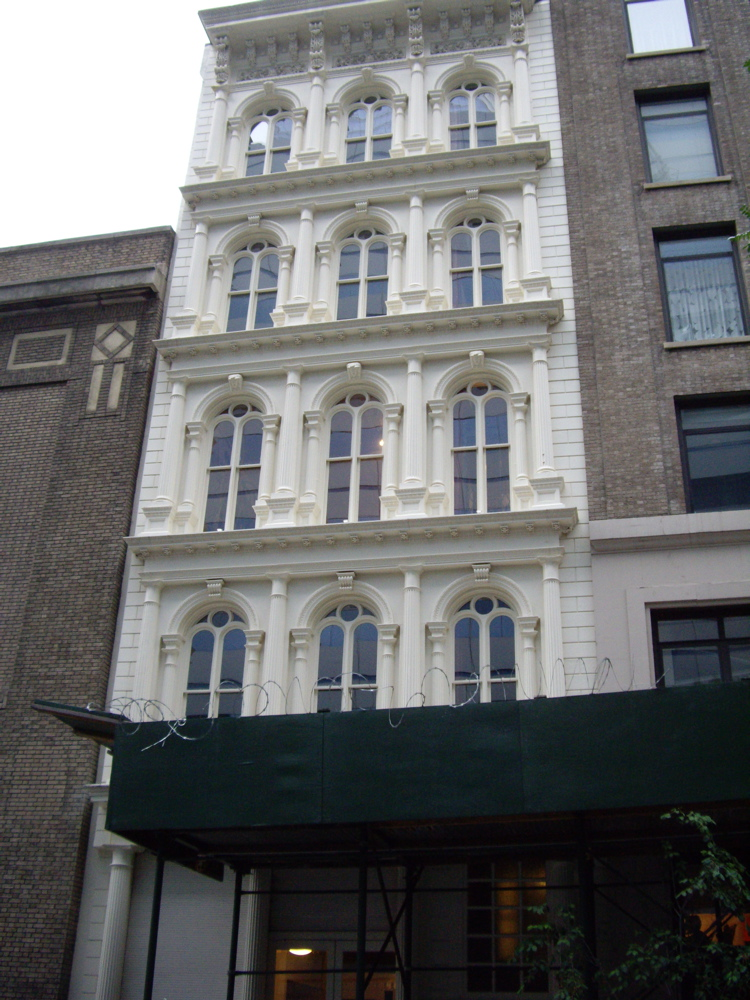
Das Gebäude "75 Murray Street", New York City, wurde 1858 von James Bogardus gestaltet und errichtet.

Auf einer Italienreise im Jahre 1840 wurde sich Bogardus bewusst, dass Gusseisen ein idealer Baustoff wäre, um Verzierungen für Gebäudefassaden herzustellen. Als er nach New York City zurückkehrte, hatte er den Entschluss gefasst, ganze Gebäude aus Gusseisen zu bauen – einschließlich der Wände, Dächer, Böden etc. Zwar gab es in New York City bereits seit den 1820er Jahren Fassaden aus Gusseisen, doch Bogardus war der erste, der erkannte, das Gusseisen so stabil, beständig, leicht und feuerfest ist, dass es ein geeignetes Baumaterial für alle Elemente eines Gebäudes in Städten ist. Einen besonderen Vorteil sah er darin, dass praktisch jede Form und Größe aus Gusseisen hergestellt werden kann. Dies eröffnete neue Möglichkeiten in Bezug auf die Massenproduktion von vorgefertigten Bauteilen, die am Bauplatz schnell zusammengesetzt werden konnten. Damit wurde es möglich, Bauten mit Ornamentik zu geringeren Kosten herzustellen.
Als James Bogardus 1848 seine fünfstöckige Fabrik in New York City erbaute, benutzte er ausschließlich Bauelemente aus Gusseisen. Es war das erste Gebäude in den Vereinigten Staaten, das auf diese Weise gebaut wurde. Dies war der Beginn der Skelettkonstruktion aus Gusseisen. Hierbei wurden die bislang gemauerten Außenwände durch eiserne Säulen ersetzt, die als Stützen der Obergeschosse eines Baus dienten. Noch während des Baus wurde das Bauvorhaben zum Gespött, da Zeitgenossen der Meinung waren, dass das Gebäude entweder unter der eigenen Last zusammenbrechen müsste oder durch Blitzschlag zerstört werden würde. Da das fertige Gebäude dann aber zu einem Blickfang wurde, schlug der Hohn schließlich in Beachtung um und Bestellungen für Gebäude aus Gusseisen-Konstruktion begannen bei Bogardus einzugehen – vor allem aus New York City, aber auch aus Philadelphia, Boston, Washington D.C., Baltimore und Chicago. Nun konnte sich James Bogardus insbesondere auf das Bauen von Gebäuden mit Gusseisen-Skelettkonstruktion konzentrieren. Laut New York Herald vom 14. April 1874 transportierte Bogardus die fertigen Bauelemente für ein riesiges Gebäude bis nach Kuba.
1850 meldete er ein Patent für seinen erweiterten Einsatz von Gusseisen als Baustoff an. In den beiden darauffolgenden Jahrzehnten zeigte er wie Gusseisen bei der Konstruktion von Gebäudefassaden eingesetzt werden kann. Der Erfolg der gusseisernen Fassadengestaltung zwischen 1850 und 1880 führte zum Einsatz des Stahlskelettbaus bei ganzen Gebäuden wie Büro-, Waren- und Lagerhäuser.
Bogardus brachte an den von ihm erbauten Gebäuden Schilder an, auf denen stand: “James Bogardus Originator & Patentee of Iron Buildings Pat’ May 7, 1850” (übersetzt: „James Bogardus Erfinder und Inhaber des Patents für Eisengebäude vom 7. Mai 1850“)
Bogardus baute in New York City auch einige Feuer-Wachtürme aus Gusseisen und sogenannte „shot towers“ (Schrotturm), in denen Kugeln bzw. Schrot für Feuerwaffen hergestellt wurden, indem man geschmolzenes Blei aus ca. 30 Metern Höhe in ein Becken mit kaltem Wasser tropfen ließ. Da das höchste dieser Gebäude mehr als 60 Meter hoch war, werden diese Gebäude von Architekturhistorikern als Vorläufer moderner Wolkenkratzern gesehen.
Folgende Gebäude von James Bogardus sind bis heute in New York City erhalten geblieben: 63 Nassau Street, 254 Canal Street, 75 Murray Street, 85 Leonard Street, Iron Clad Building, Cooperstown, New York (92 Main St, Cooperstown, NY).
Obwohl Bogardus seinerzeit eine bedeutende Persönlichkeit war, die durch viele Innovationen und Erfindungen auf sich aufmerksam machte, ist er heute insbesondere im europäischen Raum in Vergessenheit geraten. In New York City erinnert ein kleiner Park in Tribeca an ihn: James Bogardus Triangle. Er befindet sich an der Stelle, wo Chambers Street, Hudson Street and West Broadway aufeinandertreffen.